# جيري أدلر (عازف جاز)
جيري أدلر (بالإنجليزية: Jerry Adler) هو عازف جاز أمريكي، ولد في 30 أكتوبر 1918 في بالتيمور في الولايات المتحدة، وتوفي في 13 مارس 2010 في Ellenton, Florida ‏ في الولايات المتحدة بسبب سرطان البروستاتا.

## وصلات خارجية
- جيري أدلر على موقع ميوزك برينز (الإنجليزية)
- جيري أدلر على موقع أول ميوزيك (الإنجليزية)
- جيري أدلر على موقع ديسكوغز (الإنجليزية)